# Sin (filozofie)
Sin (čínsky pchin-jinem xīn, znaky 心), srdce/mysl, duše, myšlení, duch, psychika či cítění je jeden z klíčových pojmů čínské filozofie.
V čínské filozofii pojem sin může označovat něčí dispozice nebo pocity, doslovně znamená fyzické srdce, a proto se také překládá jako „mysl“, protože starověcí Číňané věřili, že srdce je centrem lidského poznání. Z tohoto důvodu se sin překládá i jako „srdce/mysl“. Pojem má konotaci úmyslu, lze tak použít k označení dlouhodobých cílů.
Už v prototaoistických textech je pojem sin spjat s duchem (šen) člověka, u Čuang-c’a je sin „palác ducha“, do kterého se duch navrací je-li srdce/mysl očištěno od strastí. Očištění srdce, vzdání se tužeb a navrácení se k „dětskému srdci“ je podmínkou rozvoje osobnosti, dosažení moudrosti.
V konfucianismu se pojmu sin podrobně poprvé věnoval Mencius, pro kterého je srdce sin orgánem citů i intelektu, kterým se lidé liší od zvířat. Lidské srdce má za humánní (žen) a původce čtyř počátků mravnosti (soucitnosti a slitování, studu, ústupnosti a zdrženlivosti, smylu pro správné a nesprávné). Mencius převzal i pojem „dětského srdce“, ke kterému se opravdový mudrc nakonec vrátí. Tung Čung-šu prohlásil srdce/mysl za pána nad životní energií čchi, která z něho vychází a je jím ovládána. Sün-c’ souhlasil s Menciem v tom, že srdce/mysl je schránkou lidskosti, kterou lze kultivovat během života, na rozdíl od vrozené přirozenosti sing. Neokonfuciáni Čang Caj a Ču Si učili, že srdce/mysl je jednotou přirozenosti sing a emocí či citů čching. Odlišné bylo pojetí Lu Ťiou-jüana, který srdce/mysl ztotožnil s principem li, což později převzal a rozvinul Wang Jang-ming, dle něhož je srdce/mysl jedním celkem s Nebesy a Zemí, což ušlechtilý muž chápe, zatímco pouze nicotný člověk rozděluje svět na „ty a já“. Poznání je pro Wang jang-minga především poznání vlastního srdce/mysli, poznání dobra v srdci, své pravé já podle Wanga poznává člověk skrze meditaci a tím je očišťuje je od sobeckých tužeb a stává se moudrým, vzhledem k jednodě podstaty srdce/mysli s nebesy a veškerenstvem poznáním vlastní mysli rozšiřuje poznání na veškerenstvo.
V čínském buddhismu byl, zvláště v 6. až 9. století, termín sin použit jako označení psychických procesů a jevů; ve škole jógáčára se stal synonymem pro álajavidžňánu, nejvyšší formu vědomí, úložiště vědomí, v němž jsou od nepaměti uchovávány či ukládány zárodky či výsledky karmy.